# Iglesia de Santa Teresa y Santa Isabel
La iglesia de Santa Teresa y Santa Isabel es una iglesia situada en la glorieta del Pintor Sorolla del distrito de Chamberí, en Madrid, España.

## Historia
La construcción del edificio primitivo corrió a cargo del arquitecto José María Aguilar y Vela. Se inició el 22 de octubre de 1842, y no se concluiría hasta 1856.
Cuenta el cronista Pedro de Répide que el templo fue originalmente dedicado a la Concepción, como anexo a la parroquia de San José. Tuvo en sus altares pinturas de Luis Taberner y la popular imagen de la Virgen de Buenavista (o de los Castellanos), que lleva en su mano el pendón morado, cedida por el erudito Basilio Sebastián Castellanos mediado el siglo xix.

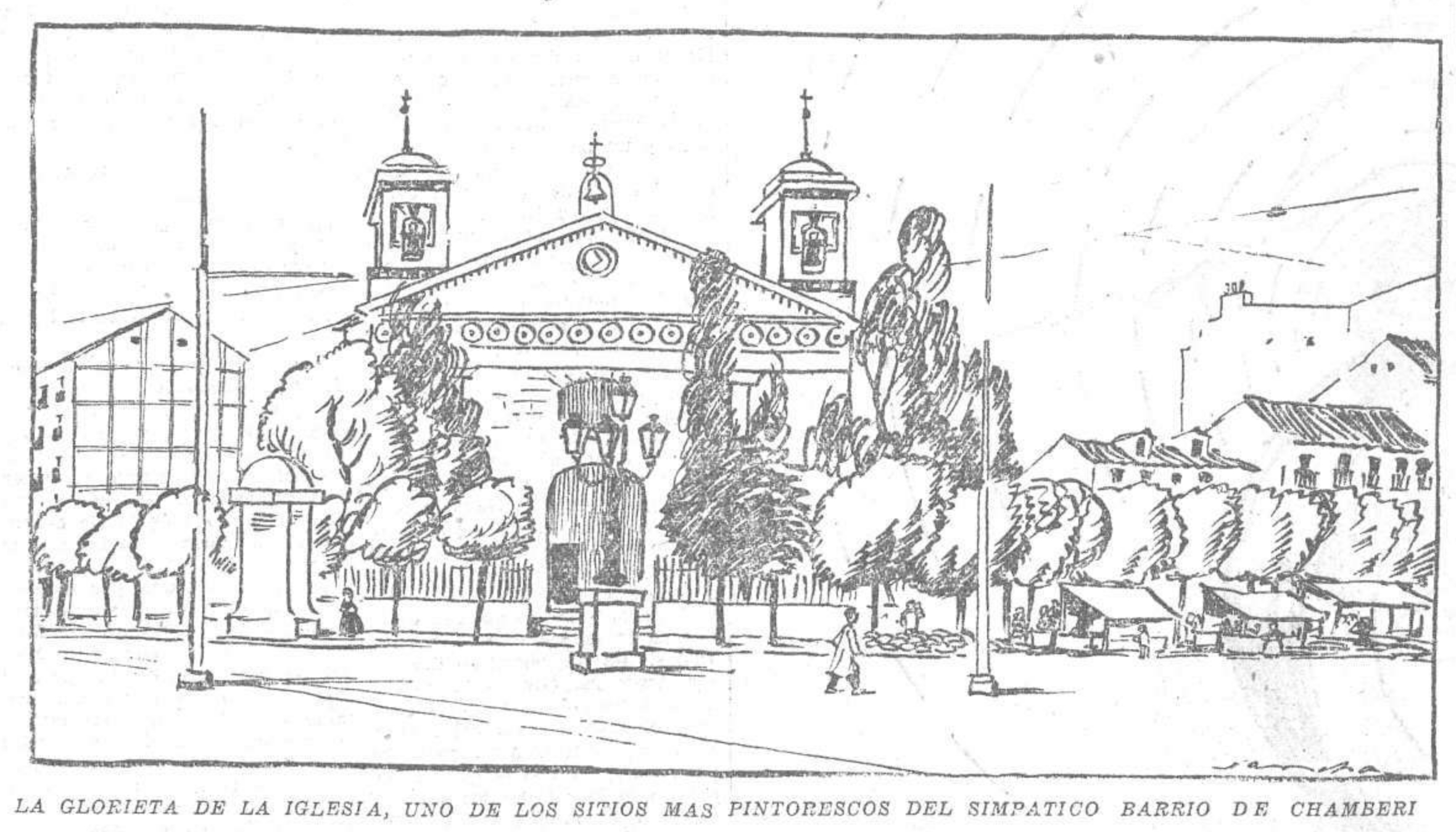
Vista de la antigua iglesia en una ilustración de Francisco Sancha en La Voz (1929)

Otra anécdota recogida por Répide relata que, durante el dilatado proceso se construcción de la iglesia, el cura Merino (activista liberal, condenado por su atentado fallido contra la reina Isabel II en 1852), al pasar ante el edificio camino del patíbulo situado en el Campo de Guardias, «dijo con gran serenidad al contemplarle: "Efectivamente, está desnivelado"».
El templo fue destruido en 1936 y reconstruido entre 1942 y 1950 por otro similar, de estilo neoclásico, obra de José María Garma Zubizarreta.

## Descripción
El templo es de estilo neoclásico y destacan sus dos torres gemelas rematadas con chapitales madrileños. En el centro, una hornacina custodia una imagen de Santa Teresa de Jesús y, encima de ésta, un frontón triangular. 

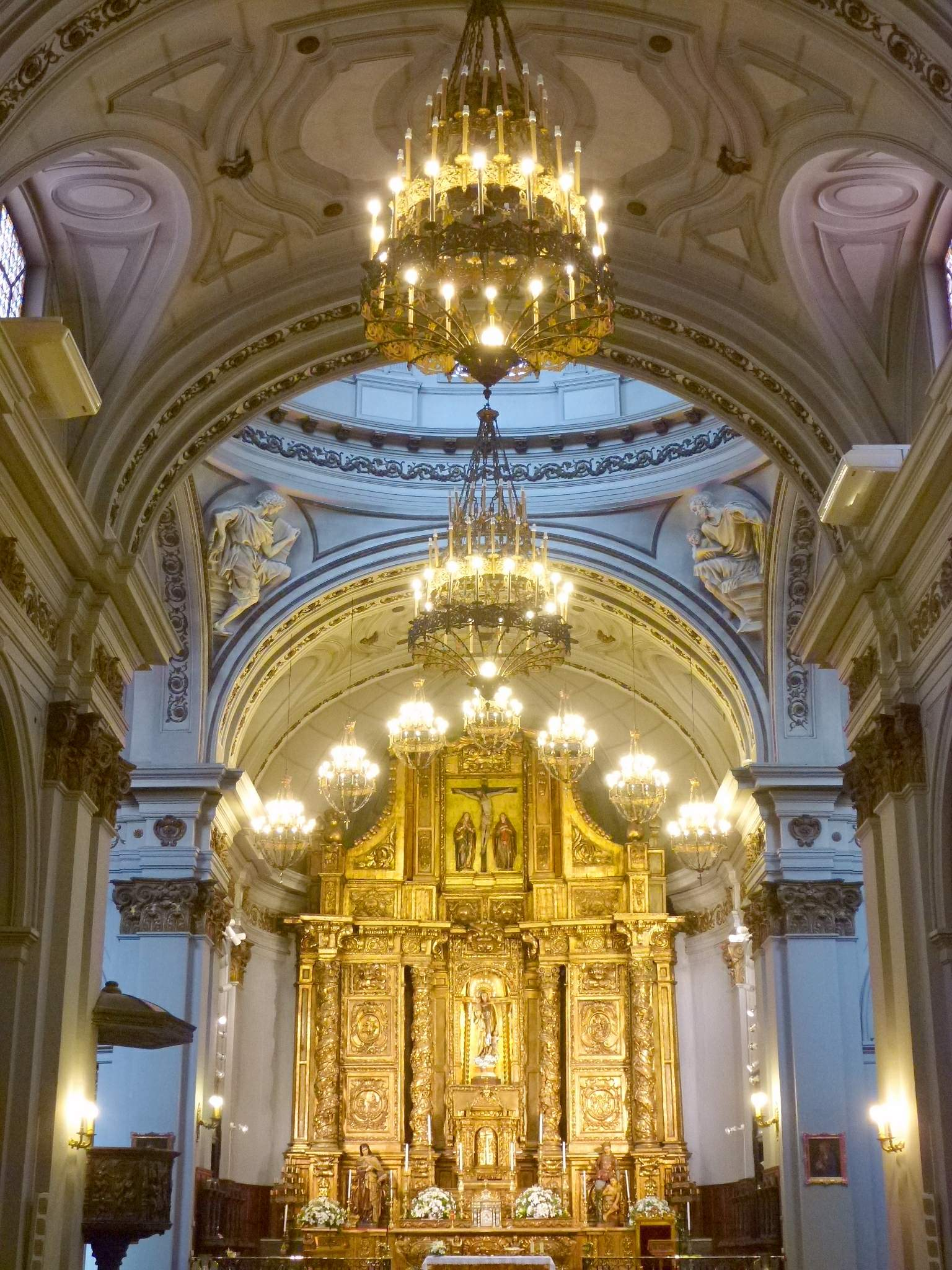
Nave central y retablo de la Iglesia.

El interior es de planta de cruz latina, con crucero y tres naves. La central se cubre con bóveda de cañón y las laterales con bóvedas más bajas, decoradas con yeserías de ornamentación floral.
Destaca el retablo mayor, trasladado de la iglesia de Villaumbrales (provincia de Palencia). Está dorado y estofado y se compone de tres calles, separadas por columnas salomónicas, la central más ancha que las laterales. Se asienta sobre predela y se remata en un ático donde se aloja un calvario. En las calles laterales hay escenas de la vida y martirio de San Pelayo. En el centro del retablo en un camarín se alberga una imagen de Nuestra Señora del Carmen, patrona del barrio de Chamberí.